# Kaiser und Proletarier
Das Gedicht Kaiser und Proletarier (rumänisch Împărat și proletar) des rumänischen Dichters Mihai Eminescu wurde am 1. Dezember 1874 in der Zeitschrift Convorbirile literare veröffentlicht. Mihai Eminescu verfasste es während seines Studienaufenthalts in Berlin (1872–74). 
Auf Mihai Eminescu übten die Ereignisse um das Jahr 1870 eine Wirkung aus, insbesondere die Pariser Kommune, auf deren Vorbereitung der erste Teil anspielt.

## Inhalt
Die Handlung beginnt in der „düsteren Kneipe“, wo einer der Besucher eine Rede über Gerechtigkeit, über die Macht und Eigentum der Reichen hält. In dieser Rede geißelt er die Religion, den Müßiggang der oberen Schichten, leugnet die jenseitige Welt und die dort verheißene Belohnung, die Wirkung der Gesetze auf die Begüterten, ruft zur Aufhebung der Ordnung, die „die Völker in Knechte und Herren einteilt“.
Cäsar sieht das Trachten der Generationen nach der Lösung unlösbarer Fragen, Fragen nach der allgegenwärtigen Leidenschaft, dem Geschick ein, die Ähnlichkeit der Lebenswege in allen Erscheinungen, stellt dieselben übermäßigen Begierden fest, deren „Keime allenthalben vom gleichen Lebensgeheimnis zerstreut werden“. Alle Begierden werden vom Kaiser als kraftlos, alle Vernunft als fruchtlos angesehen.

## Rezeption
Das Gedicht bringt die pessimistische Schau auf das menschliche Dasein (zusammen mit Scrisoarea I) zum Ausdruck, die Einsicht des Kaisers, der sich über die Herrschaft des Bösen im klaren ist, ist von Schopenhauers Gedankengut geprägt. Dabei zeichnet sich die Idee der Erlösung durch die Bändigung des Lebenswillens ab.